# این منم در حال تلاش
«این منم در حال تلاش» (انگلیسی: This Is Me Trying) ترانه‌ای است که خواننده-ترانه‌سرای آمریکایی تیلور سوئیفت ضبط کرده‌است. این اثر برگرفته از ششمین آلبوم استودیویی‌اش، فولکلور (۲۰۲۰)، است که در ۲۴ ژوئیه ۲۰۲۰ از طریق ریپابلیک رکوردز منتشر شد. سوئیفت و جک آنتونوف این ترانه را نوشتند و آن را به همراه جو آلوین تهیه کردند.
این اثر نهمین قطعهٔ آلبوم است. «این منم در حال تلاش» یک ترانه دریم پاپ خیال‌پردازانه و پاپ ارکسترال است که توسط ارگ، بیت‌های آهسته گام و شیپور پشتیبانی می‌شود. اشعار آن به موضوعات پشیمانی، پاسخگویی، عزت نفس پایین، الکلیسم و بحران وجودی می‌پردازد. پس از انتشار فولکلور، «این منم در حال تلاش» با نقدهای مثبت منتقدان موسیقی روبرو شد. تمرکز بر آوازهای سوئیفت و نمایش ترانه از سلامت روان، اعتیاد و آسیب‌پذیری احساسی مورد ستایش قرار گرفت.
از لحاظ تجاری، این ترانه پس از انتشار فولکلور در کنار قطعه‌های دیگر آلبوم در شمارهٔ ۳۹ بیلبورد هات ۱۰۰ و شمارهٔ ۱۳ در ۱۰۰تای برتر رولینگ استون قرار گرفت. این ترانه در شمارهٔ ۹ جدول ترانه‌های داغ آلترنتیو و راک قرار گرفت و در استرالیا و سنگاپور به ۲۰تای برتر جدول رسید و در ۴۰تای برتر کانادا قرار گرفت. این ترانه در تبلیغات تجلیل از بازگشت سیمون بایلز، ژیمناستیک آمریکایی به بازی‌های المپیک تابستانی ۲۰۲۰ پس از کناره‌گیری از چندین رویداد به دلیل مسائل پزشکی، مورد استفاده قرار گرفت.